# فابيو (لاعب كرة قدم)
فابيو بيريرا داسيلفا (بالبرتغالية: Fábio Pereira da Silva) لاعب برازيلي الجنسية، ولد في 9 يوليو 1990 في بيتروبوليس - ريو دي جانيرو - البرازيل، ويلعب في مركز الظهير الأيسر، يلعب مع فريق مانشستر يونايتد الإنجليزي حاليا، ولديه أخ توأم له وهو رافاييل بيريرا داسيلفا وهو أيضا يلعب مع نادي مانشستر يونايتد الإنجليزي.

## فابيو مع منتخب البرازيل
لم يسبق أن ظهر إلى الآن فابيو مع المنتخب البرازيلي الأول، لكنه لعب مع منتخب البرازيل لمن هم تحت السابعة عشر في كأس العالم دون سن 17 عاما، وأثبتَ فابيو إمكانيته على المرحلةِ الدوليةِ للشبابِ. حيث كان قائدًا للمنتخب البرازيلي في كأس العالم دون سن 17 عاما في نهائيات كوريا في 2007، وقد أدى إداء عظيما في تلك البطولة حتى قام الموقع الرسمي لاتحاد كرة القدم العالمي (الفيفا) بمديح المراهقِ بعد مباراتهم ضدّ غانا.

## فابيو مع مانشستر يونايتد
اكتشف فابيو في صيف عام 2005 عن طريق ليس كيرشاو الذي أصبح مدير أكاديمية يونايتيد فيما بعد، وكان ذلك في بطولة هونغ كونغ للشباب، حيث كان فابيو يلعب مع فريق فلومينينزي.
إن إصرار مدير اليونايتيد في التَوْقيع مع التوأمان (رافاييل بيريرا داسيلفا وفابيو بيريرا داسيلفا) يظهر إلى حدٍ كبير مدى تقديره لهما، ناديهم القديم فلومينينـزي لم يشركهما في مبارياته لأنهما كَانا سيَلتحقانَ بنادي مانشستر يونايتد، فلقد جاءا إلى النادي في يناير 2008، قبل التوقيع معهما رسمياً في يوليو 2008، وكان سبب تأخر توقيع العقد معهما هو تأخر الحصول على رخصة عمل لهما.
انضم فابيو لنادي مانشستر يونايتد في 1 يوليو 2008، وانتظر فابيو ليوم 24 يناير 2009 ليلعب فابيو أولى مبارياته مع ناديه مانشستر يونايتد وكانت ضد توتنهام، في الجولة الرابعة من كأس الاتحاد الإنجليزي، وقدم فابيو مستوى رائع في تلك المباراة، إلا إنه يصاب في كاحل قدمه، ويتم تغييره في الدقيقة 53 من عمر المباراة.
و يعود قلة فرص لعب فابيو مع الفريق الأول ومحدوديتها إلى تفوق اللاعب الفرنسي باتريس إيفرا في مركز الظهير الأيسر.
وفي مارس 2009، فابيو ينجح في إحراز هاتريك في فوز فريق الاحتياط 4-1 على روكدال روفرز في كأس لانكشاير للكبار.

## قالوا عن فابيو
قال السير أليكس فيرغسون مدرب فريق مانشستر يونايتد عن فابيو وأخوه رافاييل بيريرا داسيلفا:
«هي حالة برازيلية مثالية».
و قال أيضا:
«هما فقط يحبّان اللعب، هما سريعان ولديهما إصرار وتصميم كبيرين، أعتقد أنهما لاعبا كرة قدم ممتازين، أنا حقاً أعتقد ذلك».
و قال أيضا:
«إن الأخوين دا سيلفا لديهم رغبة كبيرة في اللعب، كما أن لديهم عقلية الفوز، ومثلما يرغب رافاييل وفابيو في اللعب باستمرار، فإنهما يظهران حماسة كبيرة في سبيل ذلك».
قال اللاعب رودريغو بوسيبون لاعب مانشستر يونايتد عن فابيو:
«يتميز فابيو بالهدوء والقدرة والأسلوب الرائع على حسن التمرير».
قال اللاعب جوني إيفانز لاعب مانشستر يونايتد عن فابيو:
«إن الأشخاص الموجودين خلف كواليس النادي يعرفون تمامًا مستقبل الواعد الذي ينتظر هذا اللاعب، وهذا هو الجانب المشرق في حياة أي شخص».
و قال بيتر فيرجسون صحفي في صحيفة ديليميل عن فابيو:
«لقد قام فابيو بالظهور لأول مرة مع الفريق الأول في لقاء توتنهام، وقد كان أداؤه رائع ومتماسك أمام 75000 متفرج ونقل حي على شاشات التليفزيون، وعلى الرغم من أنه قد أنها هذا اللقاء بإصابة في الساق؛ مما أجبر الجهاز الفني على تغييره في الدقيقة 52، ولكنها كانت فترة كافية جدًا لكي يقنع فيها السير أليكس فيرجسون بأن لديه لاعب واعد ينتظره مستقبل كبير مثل أخيه تمامًا».
و قال رافاييل بيريرا داسيلفا عن أخوه فابيو:
«إن أخي لاعب برازيلي بمعنى الكلمة، وهو لاعب يمتاز بالموهبة الفنية العالية، كما أن لديه قدرات تصويبيه عالية».

## إحصائيات اللاعب
| النادي          | الموسم          | الدوري        | الدوري  | الكأس         | الكأس   | كأس الدوري    | كأس الدوري | المنافسات القارية | المنافسات القارية | أخرى          | أخرى    | المجموع       | المجموع |
| النادي          | الموسم          | عدد المشاركات | الأهداف | عدد المشاركات | الأهداف | عدد المشاركات | الأهداف    | عدد المشاركات     | الأهداف           | عدد المشاركات | الأهداف | عدد المشاركات | الأهداف |
| --------------- | --------------- | ------------- | ------- | ------------- | ------- | ------------- | ---------- | ----------------- | ----------------- | ------------- | ------- | ------------- | ------- |
| مانشستر يونايتد | 2008–09         | 0             | 0       | 2             | 0       | 0             | 0          | 0                 | 0                 | 0             | 0       | 2             | 0       |
| مانشستر يونايتد | 2009-10         | 4             | 0       | 1             | 0       | 2             | 0          | 2                 | 0                 | 1             | 0       | 10            | 0       |
| مانشستر يونايتد | المجموع         | 4             | 0       | 3             | 0       | 2             | 0          | 2                 | 0                 | 1             | 0       | 12            | 0       |
| المجموع النهائي | المجموع النهائي | 4             | 0       | 3             | 0       | 2             | 0          | 2                 | 0                 | 1             | 0       | 12            | 0       |

إحصاءات دقيقة من يوم 23 يناير 2010 

## أبرز منجزات فابيو الجماعية
الدوري الإنجليزي الممتاز لموسم 2012-2013

## أبرز منجزات فابيو الفردية
لم ينجز فابيو أي إنجاز خاص به إلى الآن.

## الوصلات الخارجية
- فابيو بيريرا داسيلفا على موقع إي إس بي إن إف سي (الإنجليزية)
- فابيو بيريرا داسيلفا على موقع قاعدة بيانات كرة القدم.إي يو (الإنجليزية)
- فابيو بيريرا داسيلفا على موقع ليكيب (الفرنسية)
- فابيو بيريرا داسيلفا على موقع ناشيونال فوتبول تيمز (الإنجليزية)
- فابيو بيريرا داسيلفا على موقع Soccerbase.com (لاعب) (الإنجليزية)
- فابيو بيريرا داسيلفا على موقع Soccerway.com (الإنجليزية)
- فابيو بيريرا داسيلفا على موقع عالم كرة القدم.نت (الإنجليزية)
- فابيو بيريرا داسيلفا على موقع AS.com (الإسبانية)
- السيرة الذاتية لفابيو من موقع مانشستر يونايتد العربي
- صفحة اللاعب من موقع كوورة
- فابيو في أعين الآخرين - موقع مانشستر يونايتد العربي